# Xing Yu (tir à l'arc)
Xing Yu (né le 12 mars 1991 à Pékin en République Populaire de Chine) est un archer chinois.

## Biographie
Xing Yu commence le tir à l'arc en 2001. Il fait ses premières compétitions internationales en 2009. En 2012, il participe à sa première édition des Jeux olympiques.

## Palmarès
- Jeux olympiques[2]
  - 17e à l'épreuve individuelle homme aux Jeux olympiques d'été de 2012 de Londres.
  - 7e à l'épreuve par équipe homme aux Jeux olympiques d'été de 2012 de Londres (avec Dai Xiaoxiang et Liu Zhaowu).
  - 33e à l'individuel homme aux Jeux olympiques d'été de 2016 à Rio de Janeiro.
  - 4e à l'épreuve par équipe homme aux Jeux olympiques d'été de 2016 à Rio de Janeiro (avec Wang Dapeng et Gu Xuesong).

- Championnats du monde[1]
  -  Médaille de bronze à l'épreuve individuelle aux championnats du monde junior 2009 à Ogden.

- Coupe du monde[1]
  -  Médaille de bronze à l'épreuve par équipe homme à la coupe du monde 2010 de Porec.
  -  Médaille d'argent à l'épreuve par équipe mixte à la coupe du monde 2010 de Porec.
  -  Médaille d'or à l'épreuve par équipe mixte à la coupe du monde 2010 de Antalya.
  -  Médaille d'argent à l'épreuve par équipe homme à la coupe du monde 2011 de Ogden.
  -  Médaille de bronze à l'épreuve par équipe mixte à la coupe du monde 2012 de Shanghai.
  -  Médaille d'argent à l'épreuve par équipe homme à la coupe du monde 2013 de Shanghai.
  -  Médaille de bronze à l'épreuve par équipe homme à la coupe du monde 2013 de Antalya.
  -  Médaille d'or à l'épreuve par équipe mixte à la coupe du monde 2013 de Antalya.
  -  Médaille d'argent à l'épreuve par équipe mixte à la coupe du monde 2015 de Antalya.
  -  Médaille d'or à l'épreuve par équipe homme à la coupe du monde 2015 de Antalya.
  -  Médaille d'argent à l'épreuve par équipe mixte à la coupe du monde 2015 de Medellín.
  -  Médaille de bronze à l'épreuve par équipe homme à la coupe du monde 2015 de Medellín.
  -  Médaille d'or à l'épreuve individuelle à la coupe du monde 2015 de Medellín.

- Jeux asiatiques[1]
  -  Médaille d'argent à l'épreuve par équipe homme aux Jeux asiatiques de 2010 à Guangzhou.

- Championnats d'Asie[1]
  -  Médaille d'argent à l'épreuve individuelle homme aux Championnats d'Asie 2009 à Denpasar.